# Florencia Bertotti

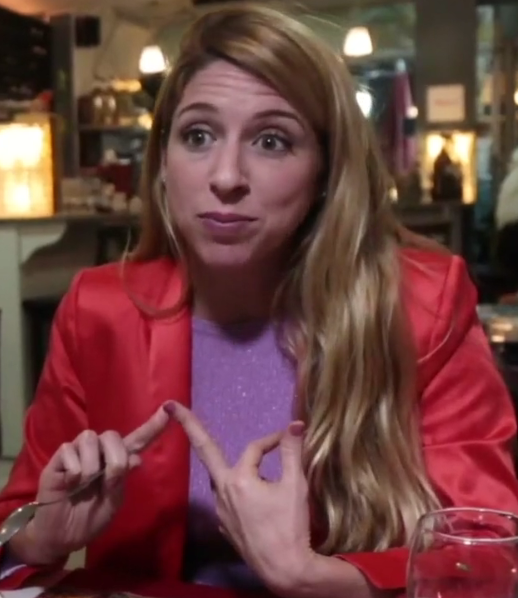
Florencia Bertotti (2018)

María Florencia Bertotti (geboren 15. März 1983 in Buenos Aires) ist eine argentinische Schauspielerin, Sängerin und Komponistin.

## Leben und Karriere
Bertotti wirkte 2004 an der komödiantischen Telenovela Floricienta mit. Ursprünglich waren Kinder und Jugendliche die Zielgruppe, später setzte sie sich in allen Altersklassen durch. 2012 wurde eine zweite Staffel veröffentlicht. 2010 spielte sie gemeinsam mit Adrián Suar die Hauptrolle im Film Igualita a mí, dem erfolgreichsten argentinischen Film des Jahres 2010. 2014 spielte sie, zusammen mit Mercedes Morán, Araceli González, Carla Peterson und Isabel Macedo in der Serie Guapas mit, die von der TV-Produktionsfirma Pol-ka. produziert wurde. Der musikalische Teil wurde von Fabiana Cantilo interpretiert und unter anderem von Bertotti geschrieben.

## Filmografie
- 1996–1997: 90-60-90 Modelos
- 1998: Mala Época
- 1998: The Lighthouse
- 1998–2000: Verano del '98
- 2001: Déjala correr
- 2002–2004: Son amores
- 2004–2005: Floricienta
- 2009–2010: Niní
- 2010: Igualita a mí
- 2012: La dueña
- 2014–2015: Guapas
- 2016: Silencios de Familia
- 2017: Legends